# Hannah Van Buren
Hannah Hoes Van Buren, nascida Hannah Hoes (8 de março de 1783 – 5 de fevereiro de 1819) foi a esposa do 8º presidente estadunidense, Martin van Buren. Martin, aos 24 anos, e Hannah, aos 23, casaram-se em 21 de fevereiro de 1807 na casa da irmã da noiva em Catskill, Nova Iorque. Eles tinham sido namorados na infância e eram primos por parte de mãe.
Nasceu de Johannes Dircksen Hoes (1753-1789), e Maria Quakenbush (1754-1852) que eram de ascendência neerlandesa. Estudou na escola local Kinderhook, tendo aulas com o professor Vrouw Lange. Assim como Martin, morou em uma casa com aspectos neerlandeses e nunca perdeu seu distinto sotaque neerlandês. Van Buren era entregue à sua timidez, a noiva de olhos azuis, a quem ele sempre chamava de "Jannetje", uma representação em neerlandês de Johanna.
Eles tiveram quatro filhos, os quais eram:
- Abraham Van Buren (1807-1873);
- John Van Buren (1810-1866);
- Martin "Matt" Van Buren, Jr. (1812-1855);
- Smith Thompson Van Buren (1817-1876).

Infelizmente após 10 anos de casados, Sra. Van Buren contraiu tuberculose e veio a falecer em 5 de fevereiro de 1819, aos 35 anos de idade. Mesmo que ela tenha falecido antes de Martin tornar-se presidente, ainda é considerada uma primeira-dama estadunidense segundo a Casa Branca e a Biblioteca Nacional de Primeiras-damas. Martin van Buren nunca casou-se novamente e foi um dos poucos presidentes solteiros durante o cargo. Durante o mandato, sua nora, Angelica Singleton Van Buren serviu como primeira-dama não-oficial e anfitriã da Casa Branca durante sua incumbência.